# Steziwka (Tscherkassy)
Steziwka (ukrainisch Стецівка; russisch Стецовка Stezowka) ist ein Dorf im Südosten der ukrainischen Oblast Tscherkassy mit etwa 1000 Einwohnern (2023).

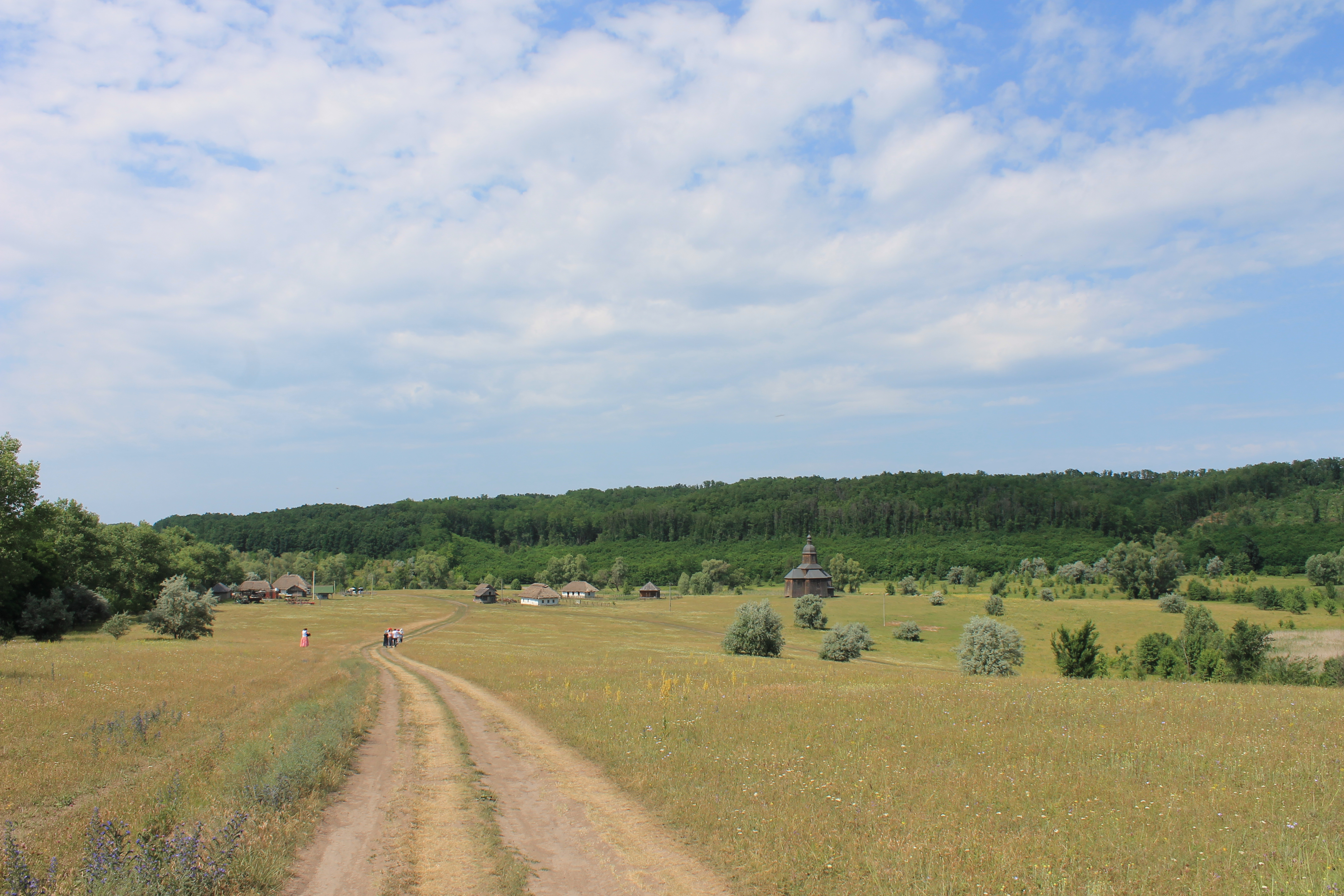
Freilichtmuseum Kosaken-Weiler bei Steziwka

Steziwka liegt auf einer Höhe von 134 m an der Mündung des Tjasmyn in den zum Krementschuker Stausee angestauten Dnepr, 10 km südöstlich vom ehemaligen Rajonzentrum Tschyhyryn und etwa 70 km südöstlich vom Oblastzentrum Tscherkassy.
Im Norden der Ortschaft verläuft die Regionalstraße P–10. Beim Dorf befindet sich das Naturschutzgebiet Suchi kolodky (Сухі колодки) sowie das Freilichtmuseum Kosaken-Weiler.
Am 13. August 2018 wurde das Dorf ein Teil der neugegründeten Stadtgemeinde Tschyhyryn, bis dahin bildete es die gleichnamige Landratsgemeinde Steziwka (Стецівська сільська рада/Steziwska silska rada) im Südosten des Rajons Tschyhyryn.
Am 17. Juli 2020 kam es im Zuge einer großen Rajonsreform zum Anschluss des Rajonsgebietes an den Rajon Tscherkassy.